# Colchicum trigynum
Colchicum trigynum är en tidlöseväxtart som först beskrevs av Christian von Steven och Adam, och fick sitt nu gällande namn av William Thomas Stearn. Colchicum trigynum ingår i släktet tidlösor, och familjen tidlöseväxter. Inga underarter finns listade i Catalogue of Life.